# Killian Scott
Cillian Damien Murphy (né le 6 juillet 1985) est un acteur et chanteur irlandais, mieux connu professionnellement sous le nom de Killian Scott.

## Biographie

### Jeunesse et formation
Encore enfant, il déménage avec ses parents dans le quartier de Sandymount à Dublin. Il étudie l'anglais et la philosophie à l'University College Dublin avant de partir pour Londres afin d'y étudier au Drama Centre London (en).

### Famille et vie privée
Killian Scott est le frère cadet de l'homme politique du Fine Gael Eoghan Murphy et du dramaturge Colin Murphy.

### Carrière
Il est connu pour son rôle de Tommy dans la série de RTÉ One Love/Hate.

## Filmographie

### Acteur

#### Cinéma
- 2007 : Creatures of Knowledge : Matt
- 2008 : Christian Blake : Guard 2 (non crédité)
- 2009 : The Rise of the Bricks : Luke
- 2012 : Good Vibrations : Ronnie Matthews
- 2012 : The Rafters : Jonathan
- 2013 : Black Ice : Jimmy Devlin
- 2014 : 71 : Quinn
- 2014 : Calvary : Milo Herlihy
- 2014 : Get Up and Go : Coilin
- 2015 : Traders : Harry Fox
- 2016 : À ceux qui nous ont offensés : Kenny
- 2018 : The Passenger : Dylan

#### Courts-métrages
- 2015 : They Shoot People

#### Télévision
Séries télévisées
- 2010 : Single-Handed : James Kerrigan
- 2010-2014 : Love/Hate : Tommy
- 2014 : Call the Midwife : Declan Doyle
- 2014 : Siblings : Bryn
- 2016 : Ripper Street : Augustus Dove / Asst. Commissioner Augustus Dove
- 2017-2018 : Damnation : Seth Davenport
- 2017-2018 : Strike : DI Eric Wardle
- 2019 : Dublin Murders : Rob Reilly (série télévisée, 8 épisodes)
- 2023 : Secret Invasion : Pagon
- 2024 : Kaos : Orphée

Téléfilms
- 2011 : Jack Taylor: The Magdalen Martyrs : Cody Farraher
- 2011 : Jack Taylor: The Pikemen : Cody Farraher
- 2013 : Jack Taylor: Priest : Cody Farraher
- 2013 : Jack Taylor: Shot Down : Cody Farraher
- 2013 : Jack Taylor: The Dramatist : Cody Farraher
- 2016 : Jack Taylor: Cross : Cody Farraher

### Scénariste

#### Cinéma
- 2009 : The Rise of the Bricks